# 松山インターチェンジ (鹿児島県)
松山インターチェンジ（まつやまインターチェンジ）は鹿児島県志布志市松山町新橋にある都城志布志道路（末吉松山有明道路）のインターチェンジである。

## 沿革
- 2005年（平成17年）2月17日 : 末吉IC - 当IC間が開通したのに伴い、供用開始。
- 2008年（平成20年）2月15日 : 当IC - 有明北IC間が開通。

## 接続する道路
- 鹿児島県道・宮崎県道109号飯野松山都城線
- 鹿児島県道110号塗木大隅線

## 周辺
- 道の駅松山
- 松山城址
- 志布志市松山支所

## 隣
都城志布志道路（末吉松山有明道路）
末吉IC - 松山IC - 有明北IC